# Borovo
Borovo nebo též Borovo Selo (srbsky Борово, maďarsky Boró, německy Worow) je hustě osídlené sídlo a správní středisko stejnojmenné opčiny v Chorvatsku ve Vukovarsko-sremské župě. Nachází se u břehu Dunaje, asi 7 km severovýchodně od Vukovaru a de facto tvoří jeho předměstí. V roce 2011 žilo v Borovu 5 056 obyvatel. Opčina zahrnuje pouze jediné sídlo. Do roku 1991 bylo součástí opčiny i Borovo Naselje, které je v současnosti čtvrť Vukovaru. Naprostou národnostní většinu tvoří Srbové.
Borovem prochází státní silnice D519, která jej spojuje s Daljem a Vukovarem. Podle sídla byl na Dunaji pojmenován říční ostrov Borovska ada, který obtéká rameno Borovski dunavac.